# Fontaine de Ponte Sisto
La fontaine de Ponte Sisto, également connue sous le nom de fontana ou fontanone dei Cento Preti, est située à Rome, dans le rione Trastevere, sur la Piazza Trilussa, après l'extrémité du Pont Sisto. 

## Histoire
Au début du XVIIe siècle, les zones situées à droite du Tibre étaient encore à peine alimentées en eau, et l'approvisionnement en eau des zones du Trastevere, du Vatican et du Borgo a été l'un des premiers problèmes rencontrés par le pape Paul V. nouvellement élu. En réalité, comme déjà pour certains de ses prédécesseurs récents, le but ultime du pontife était de pouvoir disposer d'une grande réserve d'eau courante pour les jardins de sa résidence vaticane, mais la commune de Rome a accepté de contribuer aux coûts de restauration de l'antique acqueduc de Trajan qui, recevant l'eau du lac de Bracciano, aurait permis l'autonomie en eau des zones situées à droite du fleuve. Les travaux ont commencé en 1608, et en 1610, le projet principal a été achevé, auquel ont été ajoutés des canalisations secondaires permettant à l'eau d'atteindre, entre autres, le Vatican. 
Les quartiers du côté gauche du Tibre étaient désormais desservis par les différentes branches des aqueducs Vergine  et Felice, mais dans certaines zones la pression de l'eau était extrêmement faible. Ce fut le cas du quartier de Regola dans lequel il a été construit, construit une vingtaine d'années plus tôt par le pape Sixte V, un complexe comprenant un hospice et un hôpital pour les pauvres, juste à l'embouchure du Pont Sisto, et donc pratiquement en ligne droite avec le point terminal de l'aqueduc juste achevé. Le conduit principal a ensuite été prolongé jusqu'à la vallée, puis traversé la rivière en plaçant le conduit sur le pont. En arrivant au complexe hospitalier, alors appelé «Hospice des Cent Frères » (Cento Frati), la construction d'une fontaine fut commandée, qui, entre autres, rappelait avec une épigraphe l'intervention du pontife. La fontaine fut terminée en 1613.

## Nouvel emplacement

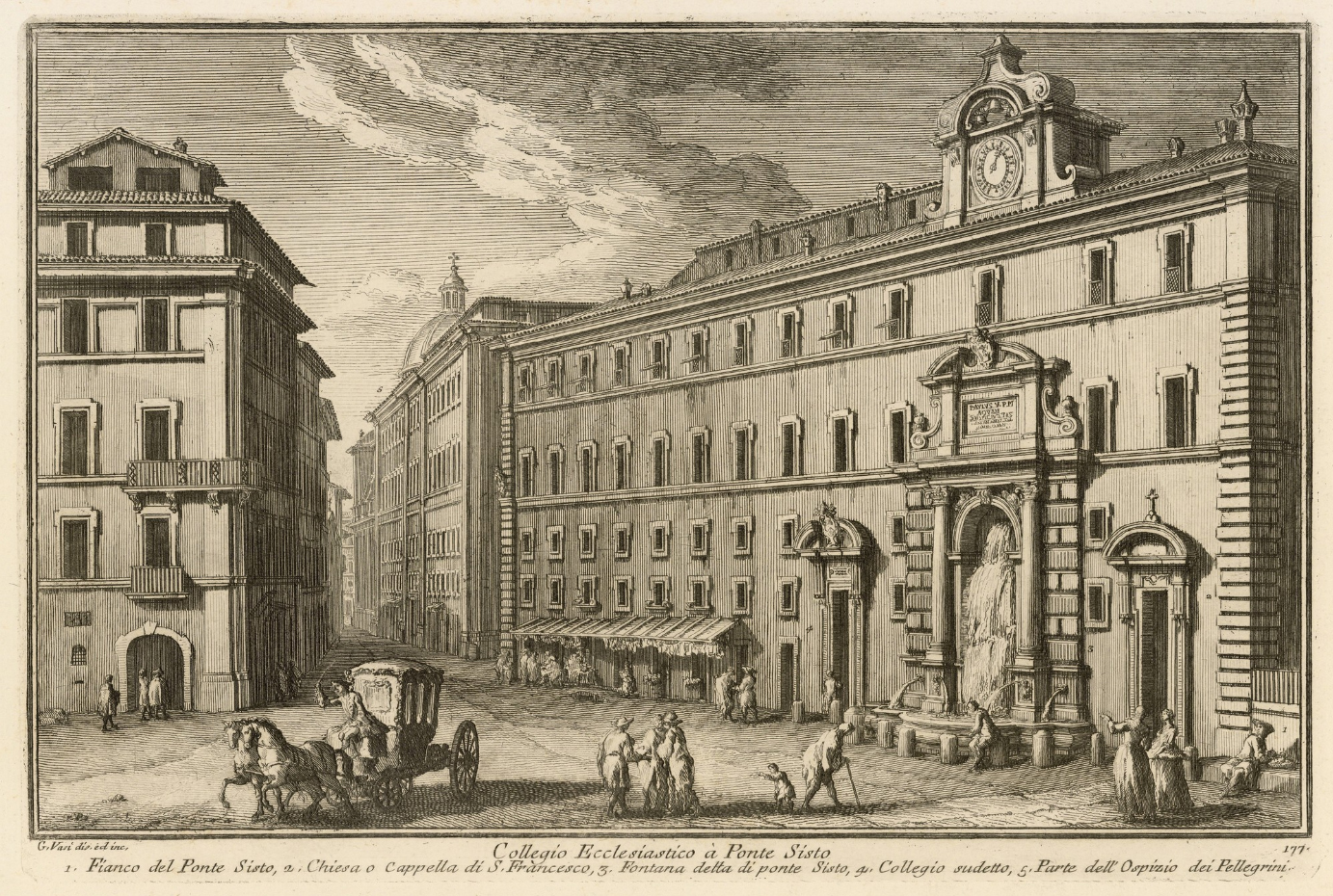
La Fontanone dei Cento Preti dans son emplacement d'origine - Gravure de G. Vasi

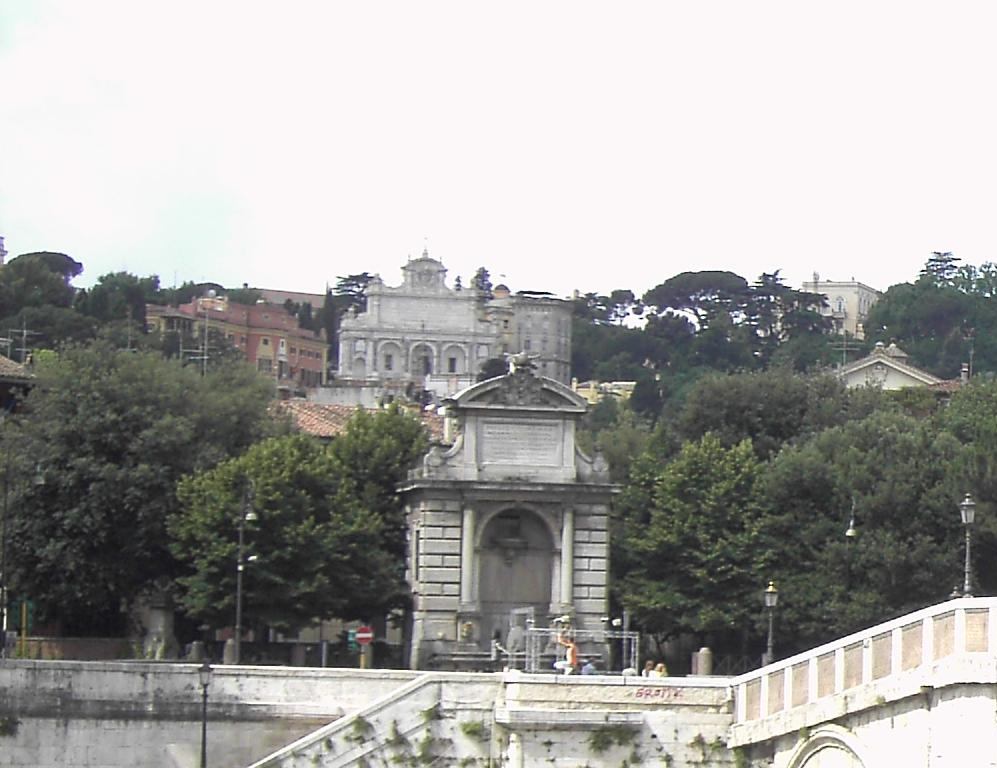
Fontaines de l'Acqua Paola au Janicule (en haut) et de Ponte Sisto (en bas)

Vers 1880, l'hospice a été démoli en raison des travaux de construction des quais du Tibre et la fontaine a été démantelée. Mais en 1898, elle a été récupérée et reconstruite exactement à l'autre extrémité du pont, sur la place où elle se trouve actuellement, placée au sommet d'un escalier  . L'architecte Angelo Vescovali s'en est occupé, mais il n'a pu récupérer qu'un peu plus de la moitié des matériaux d'origine. Une autre inscription, sous la niche, rappelle l'événement.   
La nouvelle position a créé un effet panoramique : du côté du Pont Sisto duquel elle a été retirée, on peut voir, de l'autre côté de la rivière, pratiquement l'une au-dessus de l'autre, la fontaine Cento Preti et, plus en hauteur sur le Janicule, la fontaine dell'Acqua Paola.